# Meidling (Gemeinde Paudorf)
Meidling, auch Meidling im Tal, früher Meidling im Thale, ist ein Ort und eine Katastralgemeinde der Marktgemeinde Paudorf in Niederösterreich.

## Geografie
Das Dorf liegt südlich von Paudorf in einem Seitental des Fladnitzbaches. Der historische Ort besteht aus mehreren, dem Schloss vorgelagerten Gehöften. Mit der Errichtung der heute Kremser Ersatzstraße genannten Straßenverbindung und dem Bau der Bahnstrecke Herzogenburg–Krems dehnte sich der Ort längs dieser Verkehrsbauten aus. Gegenüber der im Jahr 2015 aufgelassenen Haltestelle Meidling im Tal entstand am Fuß des Anzingerberges eine Siedlung sowie auch bei der rechts des Fladnitzbaches gelegenen Hofmühle.

## Geschichte
Im Schloss Meidling, das 1182 erstmals erwähnt wurde und ursprünglich zur Erzdiözese Salzburg gehörte, kam es zu zahllosen Besitzerwechseln und im 14./15. Jahrhundert dürfte die Anlage verfallen sein. Sein heutiges Aussehen erhielt das Schloss durch den Göttweiger Abt Gottfried Bessel. Laut Adressbuch von Österreich waren im Jahr 1938 in Meidling ein Gärtner, ein Gastwirt, ein Gemischtwarenhändler, eine Milchgenossenschaft und ein Schuster ansässig. Zudem ist ein Schotterwerk und die Meierei als Besitz des Stifts Göttweig ausgewiesen.

## Persönlichkeiten
- Padhi Frieberger (1931–2016), österreichischer Maler, Künstler und Jazzmusiker, wurde im Ort geboren